# Caja Los Andes
Caja Los Andes es una Caja de Compensación de Asignación Familiar o por su abreviatura CCAF, fundada por la Cámara Chilena de la Construcción, agrupación del gremio de la construcción privada en Chile. Es una Corporación de Derecho Privado, sin fines de lucro. Su rol social está directamente ligado con la administración de prestaciones de seguridad social y el mejoramiento de la calidad de vida de sus afiliados.
Desde el punto de vista externo se encuentra sometida al control del Ministerio de Justicia, la Contraloría General de la República y la Superintendencia de Seguridad Social, como órgano contralor fundamental conforme a su naturaleza jurídica y giro previsional. Como emisor de valores de oferta pública está bajo el control de la Superintendencia de Valores y Seguros, a las que se le entrega continuamente antecedentes para la información de los inversionistas (obtención de fondos mediante la colocación de bonos).

## Historia
El momento político y social que vivía Europa a mediados del siglo XIX, impulsó a algunas personas de la época a tomar conciencia del “bienestar de los trabajadores”. Esta nueva ideología los movilizó para encontrar la mejor manera de brindar a los obreros un salario justo, que les permitiera mantener a sus familias en forma apropiada.
Estos pensamientos tomaron fuerza, especialmente, tras darse a conocer la encíclica Rerum Novarum (1891), en la cual el Papa León XII abordó temas tales como la justicia social y el mejoramiento de las condiciones laborales de los obreros. En dicha carta, el sumo pontífice planteaba que se le debía asegurar al trabajador un salario que le diera la posibilidad de llevar una vida digna. Asimismo, promovió la creación de asociaciones sindicales, las cuales permitieron que se organizaran e hicieran valer sus derechos.
Esta visión de la protección a la clase asalariada llegaría hasta nuestro país a mediados de los años 50, cuando un grupo de empresarios del área de la construcción observaron la necesidad de los trabajadores de agruparse en un gremio que les brindara representatividad frente a la comunidad y a las autoridades de la época.
En julio de 1953 se promulgó el DFL Nº245, que constituyó legalmente el beneficio de la asignación familiar y que autorizó el funcionamiento de las Cajas de Compensación en Chile.
Ese mismo año nace Caja Los Andes, fundada por Raúl Valdivieso Delaunay, Luis Neut Latour y Sergio Silva Bascuñán, vinculados a la Cámara Chilena de la Construcción (C.Ch.C.), quienes luego fueron los primeros directores de esta organización. Ellos, sin saberlo, iniciaron un cambio cultural que motivó a que las empresas del país se enfocaran en sus empleados.
Actualmente, Caja Los Andes es la CCAF más grande de la industria, con cerca del 50% de participación en el mercado.
Es parte del sistema de Seguridad social de Chile.

## Aporte social
Actualmente, Caja Los Andes es la CCAF más grande de la industria en Chile, con cerca del 52% de participación (Nro. Total de afiliados, considerando dependientes, independientes y pensionados) en el mercado a junio de 2013, de acuerdo a la información proporcionada por la Asociación Gremial de Cajas de Compensación.